# Musée d’Akhisar
Le Musée d’Akhisar est un musée archéologique et ethnographique situé à Akhisar. Situé à côté du site archéologique de Thyateira et rattaché à la Direction des musées de Manisa, le musée a ouvert ses portes aux visiteurs en 2012.
Le musée est installé dans un bâtiment construit en 1932 à l’origine comme hôpital. Au fil du temps, ce bâtiment a également servi d’école et de maison des enseignants avant d’être restauré pour être transformé en musée. Avec une superficie d’exposition intérieure de 650 m2, le musée abrite une collection totale de 689 œuvres. Il expose des objets découverts à Akhisar et dans ses environs, notamment des artefacts archéologiques datant des périodes hellénistique, romaine et byzantine, ainsi que des objets ethnographiques reflétant les époques ottomane et républicaine.
Le musée est divisé en deux sections principales : archéologie et ethnographie. Dans la section archéologique, on trouve des monnaies de Thyateira, des objets en or de l’époque lydienne, des céramiques de la culture de Yortan et le Relief de Gökçeler,,.
La section ethnographique présente des broderies, des vêtements, des objets liés au tissage de tapis et des sceaux reflétant le mode de vie traditionnel d’Akhisar. Une sous-section appelée Arasta met en lumière des métiers traditionnels de la région tels que la culture du tabac, la fabrication de feutre, la construction de calèches et la sellerie, accompagnés d’objets associés à ces activités.